# Micrulia pacifica
Hybridoneura picta là một loài bướm đêm trong họ Geometridae.